# San Martino (destroyer)
Pour les articles homonymes, voir San Martino.
Le San Martino (fanion « SM ») était un destroyer (puis, plus tard, un torpilleur) italien, de la classe Palestro, lancé en 1920 pour la Marine royale italienne (en italien : Regia Marina).

## Conception et description
Ces navires avaient une longueur totale de 81,9 mètres longueur hors-tout (80 m en longueur de flottaison), une largeur de 8 mètres et un tirant d'eau de 3,1 mètres. Ils déplaçaient 1 033 tonnes à charge normale, et 1 180 tonnes à pleine charge. Leur effectif était de 6 officiers, 100 sous-officiers et matelots.
Les Palestro étaient propulsés par deux turbines à vapeur Zoelly, chacune entraînant un arbre d'hélice et utilisant la vapeur fournie par quatre chaudières Thornycroft. La puissance nominale des turbines était de 22 000 chevaux-vapeur (16 400 kW) pour une vitesse de 32 nœuds (59 km/h) en service. Ils avaient une autonomie de 1 970 milles nautiques (3 650 km) à une vitesse de 15 nœuds (28 km/h).
Leur batterie principale était composée de 4 canons Schneider-Armstrong Modèle 1919 de 102/45 mm. La défense antiaérienne (AA) des navires de la classe Palestro était assurée par 2 canons simples Ansaldo de 76/40 mm. Ils étaient équipés de 4 tubes lance-torpilles de 450 millimètres dans deux supports doubles au milieu du navire. Les Palestro étaient également équipés d'un équipement pour le transport et la pose de 38 mines.

## Construction et mise en service
Le San Martino est construit par le chantier naval Cantiere navale fratelli Orlando à Livourne en Italie, et mis sur cale le 30 avril 1917. Il est lancé le 8 septembre 1920 et est achevé et mis en service le 10 octobre 1922. Il est commissionné le même jour dans la Regia Marina.

## Histoire de service
Construit entre avril 1917 et octobre 1922, le navire appartient à la classe Palestro. Dans les années 1920, le navire participe à diverses croisières en Méditerranée. En 1926, pendant trois mois, le San Martino est stationné en mer Rouge.
En 1929, le destroyer, ainsi que ses navires-jumeaux (sister ships) Palestro, Confienza et Solferino, constituent le VIIe escadron de destroyers qui, avec la VIIIe escadron de destroyers (composée d'unités de la classe Curtatone) et le croiseur éclaireur Augusto Riboty, forment la 4e flottille de destroyers, appartenant à la IIe division de torpilleurs, qui fait partie de la 2e escadre navale basée à Tarente.
En 1931, le navire est affecté, avec les croiseurs éclaireurs Bari et Taranto, les destroyers Monzambano et Palestro et le torpilleur Dezza, à la IVe division de la 2e escadre navale.
En 1938 (pour d'autres sources en 1930), le destroyer subit des travaux de modification qui voient le relèvement de la cheminée avant, car la fumée gênait autrement la visée et la direction du tir. Au cours de la même année, le vieux navire est déclassé en torpilleur,.
Peu avant le début de la Seconde Guerre mondiale, il était prévu d'améliorer l'armement anti-aérien des quatre unités de la classe Palestro, en remplaçant l'un des canons de 102 mm et les deux canons de 76 mm par quatre mitrailleuses de 20 mm, mais cela n'a jamais été mis en œuvre.
Lors de l'entrée de l'Italie dans la Seconde Guerre mondiale, le 10 juin 1940, le San Martino appartient au XVe escadron de torpilleurs (Palestro, Confienza, Solferino) basé à Venise.
Pendant le conflit, l'unité opère d'abord en Haute Adriatique et en Dalmatie comme escorte de convois, puis elle est employée dans le canal de Sicile et en Afrique du Nord et, occasionnellement, dans des missions d'escorte en mer Égée,.
Les 27-28 septembre 1940, le navire est escorté, avec le Confienza, par le croiseur Alberico Da Barbiano lors de deux courtes sorties en mer depuis Pula pour des exercices des artilleurs de l'académie locale.

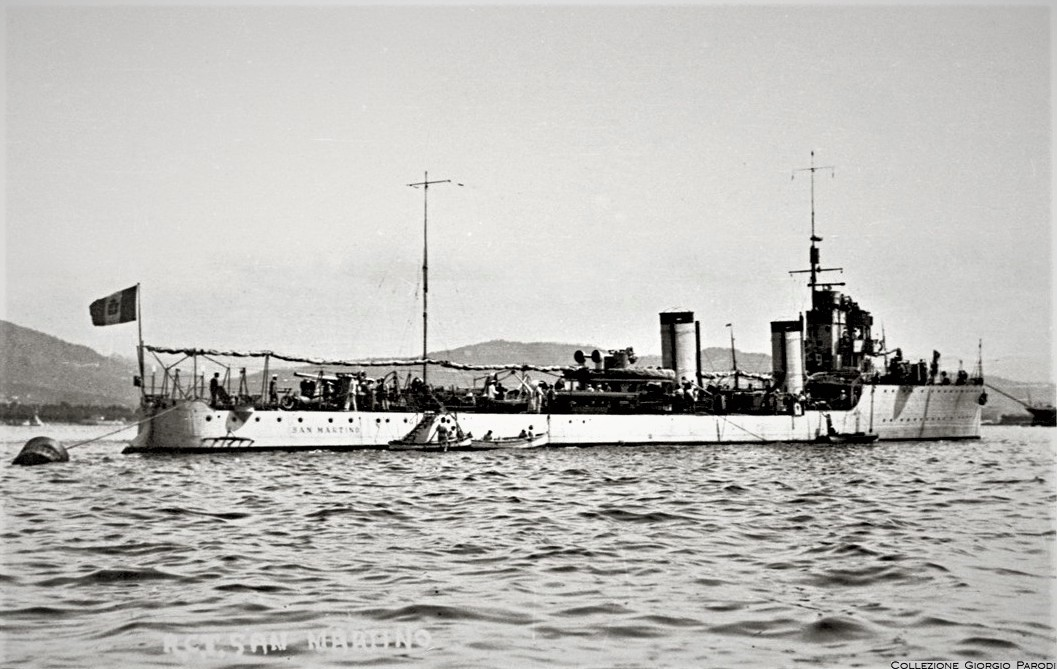
Le San Martino vu des trois quarts de la poupe.

Le 5 septembre 1941, le San Martino escorte de Patras à Tarente le vapeur allemand Savona et les italiens Casaregis et Perla, chargés de personnel et de matériel italien et allemand. Le 12 octobre, le navire a escorté le pétrolier Campina sur le trajet inverse, de Tarente à Patras.
Le 2 mars 1942, à 18h07, le San Martino, à cinq milles nautiques (9 km) à l'ouest du cap Dukato (île de Santa Maura), repère le sous-marin britannique HMS Torbay (N79) qui s'apprête à l'attaquer et, avant que l'unité ennemie ne puisse lancer ses torpilles, il contre-attaque, bombardant le sous-marin pendant deux heures avec des grenades sous-marines.
Le 5 mars, le torpilleur, ainsi que le destroyer Sebenico et un autre vieux torpilleur, le Giuseppe Sirtori, escortent les vapeurs Goggiam et Leonardo Palomba de Corfou à Patras. Le 2 avril, le San Martino et son navire-jumeau le Solferino escortent le pétrolier Arca de Brindisi à Argostoli puis à Patras.
Le 28 mars 1942 à 13h00, le San Martino appareille de Patras et escorte, avec le croiseur auxiliaire Città di Napoli, le destroyer Sebenico et les torpilleurs Castelfidardo, Mosto et Bassini, un convoi composé des transports de troupes Galilea, Francesco Crispi, Italia, Viminale, Aventino et Piemonte, à destination de Bari via Brindisi. Le Piemonte, le Crispi, le Galilea et le Viminale transportent des unités de la division alpine "Julia" qui reviennient de Grèce, tandis que le Italia et le Aventino transportent des hommes des garnisons du Dodécanèse qui rentrent de permission. Au total, les six navires à vapeur transportent 8 300 hommes. Après avoir quitté, comme d'habitude, la passe du Cap Dukato, le convoi est disposé en double colonne, avec le Città di Napoli (chef de convoi et escorte) en tête, le Bassini à l'arrière, le Mosto et le Sebenico à tribord et le San Martino et le Castelfidardo à bâbord (tous les navires d'escorte naviguent en zigzag). La colonne de tribord est composée, dans l'ordre, du Galilea, du Crispi et du Italia, la colonne de bâbord du Viminale, du Piemonte et du Aventino. À 22h45 ce jour-là, le sous-marin britannique HMS Proteus (N29) torpille le Galilea, à 9 milles nautiques (17 km) au sud-ouest d'Antipaxos. Alors que le Galilea, touché par une torpille à l'avant bâbord, fait une embardée vers la gauche et ralentit (il s'immobilise au bout d'une dizaine de minutes), les unités d'escorte s'approchent depuis l'extérieur de la formation. Comme cela avait été ordonné avant le départ, le reste du convoi poursuit sa route, arrivant à Bari le jour suivant, ne laissant que le Mosto pour sauver le navire en détresse. Après une longue agonie, le Galilea coule à 3h50 du matin le 29 mars à la position géographique de 37° 04′ N, 20° 05′ E. Dans la catastrophe 995 (ou 991 hommes, perdent la vie, tandis que seulement 284 peuvent être sauvés.
Le 19 avril 1942, le San Martino et le Solferino escortent le vapeur Tripoli de Patras à Pýlos, tandis que le 24 du même mois, le San Martino escorte le transport de troupes Calino, à destination de Rhodes, de Bari à Patras. Le 27 avril, le navire, toujours avec le Solferino, escorte le pétrolier Rondine et le vapeur Mameli, naviguant de Patras à Prevesa. Le lendemain, le San Martino escorte les pétroliers Rondine et Alberto Fassio de Prevesa à Tarente.
Au cours de l'année 1942, le San Martino subit des travaux de modernisation, qui impliquent l'élimination de deux des canons de 102/45 mm et des deux canons de 76/40 mm et leur remplacement par six canons Breda Mod. 1940 de 20/65 mm. En outre, deux lanceurs de charges de profondeurs sont embarqués.
Le 25 octobre 1942, le navire, avec le torpilleur moderne Fortunale, escorte de Tarente à Pýlos le navire à moteur Etiopia et le vapeur Luisiana.
Le 1er novembre 1942, le San Martino est affecté, en tant que seule unité d'escorte, aux croiseurs auxiliaires Zara et Brioni, qui sont partis de Brindisi et se dirigent vers Tobrouk avec une cargaison de munitions et d'essence en fûts. Le torpilleur atteint les deux navires en pleine mer, à 16h30 le 1er novembre, et peu de temps après arrivent également les avions de l'escorte aérienne (bombardiers Junkers Ju 88 et chasseurs Messerschmitt Bf 109, du Jagdgeschwader 53 (JG 53 - 53e escadre de chasse), et Bf 110 de la Luftwaffe et chasseurs Macchi MC.200 et MC.202 du IIe Stormo de la Regia Aeronautica). À 23h00 ce jour-là, un éclaireur allié est repéré, qui suit le convoi jusqu'à 2h00 le 2 novembre, éclairant les navires avec des roquettes et des fusées éclairantes, puis s'éloignant (déjà à 18h30, quelques bombardiers anglo-américains avaient repéré les unités italiennes). Le convoi continue sans problème pendant le reste de la nuit (pendant laquelle plusieurs éclaireurs ennemis le cherchent sans le trouver) et jusqu'à l'aube, où il croise quelques formations d'avions de transport et de chasse italo-allemands, puis, vers 9 heures (selon d'autres sources à 8 heures) le matin du 2 novembre, les navires sont attaqués par sept bombardiers-torpilleurs britanniques, Bristol Beaufort, appartenant au 39e escadron (39th Squadron) de la Royal Air Force (RAF) et escortés par des chasseurs Bristol Beaufighter du 272e escadron (272nd Squadron). En succession rapide, le Brioni, le San Martino puis le Zara ouvrent le feu - il y a également un accrochage entre les avions attaquants et ceux de l'escorte aérienne, après quoi la partie italo-allemande revendique l'abattage de trois Beaufort et endommageant d'autant d'avions du même type, et la partie britannique l'abattage d'un Ju 88 et endommageant de deux autres: comme souvent, les données ne coïncident pas avec celles fournies par les deux camps sur les pertes réelles subies (la RAF a déclaré la perte de deux Beaufort et d'un Beaufighter). À 9h20 (d'autres sources disent 8h15) le Zara est immobilisé par une torpille à la position géographique de 33° 10′ N, 23° 50′ E. Cependant, l'unité reste à flot, donc, pour essayer de la sauver, à 10h40 elle est remorquée par le San Martino, qui essaie de l'aider depuis le coup de torpille, tandis que le Brioni continue vers Tobruk (où il est détruit quelques heures plus tard dans un raid aérien),. À 15h40, le torpilleur Circe, parti de Tobrouk, se joint à l'escorte, mais la situation se dégrade. Vers 18h00 (selon d'autres sources vers 20h00), à une cinquantaine de milles nautiques (92 km) de Tobrouk (selon d'autres sources à une centaine de milles nautiques (185 km) au nord de ce port), le Zara commence à accentuer sa gîte et à s'enfoncer plus rapidement, obligeant, à 18h00, à couper les câbles de remorquage. Abandonné par l'équipage, qui est secouru par le San Martino et le Circe (tous sont sauvés sauf trois hommes qui meurent dans le torpillage),, le navire à moteur coule vers 22h30, à la position géographique de 32° 37′ N, 23° 50′ E .
Le 19 janvier 1943, à 17h45, le sous-marin britannique HMS Unbroken (P42), à la position géographique de 33° 33′ N, 11° 20′ E (6 milles nautiques (11 km) par 130° de Ras Turgheness, sur l'île de Djerba), lance une torpille contre le vapeur frigorifique Edda, que le San Martino, avec le mouilleur de mines Eso, escorte de Tripoli (d'où le convoi est parti à minuit et demi) vers Sfax. La torpille endommage sérieusement le cargo,. Des tentatives sont faites pour remorquer le navire en détresse, mais à 22h45, le convoi est attaqué par des bombardiers-torpilleurs. Le Edda, touché par deux torpilles, chavire et coule à 23h10, à la position géographique de 33° 45′ N, 11° 12′ E (4 milles nautiques (7 km) par 115° de Ras Turgheness). Le Eso, torpillé lors de la même attaque, coule également à la position géographique de 33° 26′ N, 11° 06′ E..
Le 31 juillet 1943, le San Martino escorte de Patras au Pirée le pétrolier Annarella: pendant la navigation, ce dernier est attaqué et bombardé par quatre avions ennemis, mais aucune des bombes larguées ne l'atteint. La réaction du San Martino et du Annarella incite les quatre appareils à s'éloigner. Le 2 août 1943, le torpilleur, accompagné du destroyer Euro, escorte le vapeur Re Alessandro du Pirée à Rhodes.
Lorsque l'armistice est proclamé le 8 septembre 1943 (Armistice de Cassibile), le San Martino se trouve au Pirée. Le torpilleur et les autres navires italiens présents (les destroyers Francesco Crispi et Turbine, le croiseur auxiliaire Francesco Morosini et le torpilleur Calatafimi), comme d'habitude, sont amarrés à différents points du port, afin de réduire les dommages en cas d'attaque aérienne. Les navires sont laissés essentiellement sans ordres, tandis que dans les heures qui suivent l'annonce, le mouilleur de mines allemand Drache pose un champ de mines à l'extérieur du port, et les batteries côtières allemandes se préparent à tirer si des navires italiens tentent de quitter le port. Le 9 septembre 1943, le San Martino est donc capturé par les troupes allemandes: il est incorporé à la Kriegsmarine et rebaptisé TA 17 (TA pour Torpedoboote Ausland), le navire entre en service sous pavillon allemand le 28 octobre de la même année, (pour une autre version, le 8 septembre le navire est coulé par les Allemands pour l'empêcher de fuir du Pirée vers Alexandrie en Égypte, puis il est récupéré et remis en service). Selon d'autres sources, le navire est rebaptisé TA 18 lors de sa capture, mais a été rebaptisé TA 17 le 16 novembre 1943,. Aux commandes du navire, affecté à la 9e division de torpilleurs, est désigné le lieutenant de vaisseau (Kapitänleutnant) Helmuth Düvelius, auquel succède en juin 1944 le premier lieutenant de vaisseau Winfried Winkelmann.
Après avoir été adapté pour le service dans la Kriegsmarine, le déplacement standard est augmenté à 925 tonnes, tandis que le tirant d'eau est réduit à 2,39 mètres. Un radar Fu.Mo.28 est installé. En raison de l'usure, la vitesse de pointe effective est réduite à environ 25 nœuds (46 km/h), et l'autonomie à 600 milles nautiques (1 110 km) à 20 nœuds (37 km). Vers la fin de 1943, une mitrailleuse lourde SK C/30 37/83 mm est ajoutée.
Le matin du 8 février 1944, le TA 17 quitta Rhodes en escortant, avec les torpilleurs TA 16 (ex Castelfidardo) et TA 19 (ex Calatafimi), le vapeur Oria naviguant de Rhodes au Pirée chargé de 4 233 prisonniers italiens. Au cours de la journée, les conditions météorologiques se sont détériorées, de sorte que le convoi s'arrête dans la soirée à Lakki (Leros), où il reste toute la journée du 9 février, pour repartir le 10 février à 8 heures. En quittant Leros, le convoi retourne à Rhodes, où, à l'arrivée des navires le 11 à 7 heures du matin, le Oria débarque quelques prisonniers, puis les quatre unités partent pour le Pirée (le Oria a à bord entre 4 033 et 4 115 prisonniers), mais, à partir de 22h30 du même jour, le temps recommence à se dégrader, avec un vent de sud-sud-ouest de force 7 et une mer de force 5, gênant la navigation. Le 12 février, à 6 h 12, le convoi arrive au large d'Amorgós et aperçoit les avions de l'escorte aérienne, mais le vent est monté à force 9-10 avec une mer croisée correspondante, créant de sérieux problèmes même pour les vieux torpilleurs de l'escorte. Dans l'après-midi, le convoi traverse le détroit entre les îles de Serifos et de Kythnos. Vers 18h00, au large du Cap Sounion, des fusées éclairantes sont tirées, révélant la proximité de la côte: les navires tentent d'éviter la petite île qui se trouve devant eux, Nisis Patroklou, mais à 18h45, le Oria s'échoue sur un récif et coule. La violence de la tempête empêche toute tentative d'aide de la part des torpilleurs: le TA 19, endommagé dans la partie arrière, doit partir le premier, et peu après les TA 16 et TA 17 doivent aussi renoncer au sauvetage et se rendre au Pirée, où ils sont arrivés vers minuit. Les morts sont plus de 4 000.
Le 18 juillet 1944, le TA 17, alors qu'il était amarré à Lakki, est gravement endommagé par la détonation de charges explosives placées sur sa coque par des raiders britanniques. Selon d'autres sources, le 18 juin 1944, le torpilleur est gravement endommagé après avoir heurté une mine.
Le 18 septembre 1944, le torpilleur, alors qu'il est au Pirée en train de subir des réparations, est encore (et lourdement) endommagé par une frappe aérienne,,,. Le 12 octobre 1944, à nouveau touché par des avions, le TA 17 coule dans le port du Pirée,,. Selon d'autres sources, le 12 octobre 1944, le torpilleur se saborde lui-même à Salamine.